# هلفيلة عدسية الشكل
هلفيلة عدسية الشكل (الاسم العلمي: Helvella lentiformis) هو نوع من الفطريات يتبع جنس الهلفيلة من الفصيلة الهلفيلية.